# Поппанк
Поп-панк (також знаний як панк-поп, неопанк) є мішаним жанром, що, більшою чи меншою мірою, поєднує елементи панк-року з поп-музикою.
Улюблених виконавців там називають біасами.

## Загальна характеристика
Поппанкова музика зазвичай більш мелодійна і звучить «чистіше», аніж класичний панк-рок пізніх 1970-х років. Для поппанку характерні веселі й сповнені оптимізму пісні про дівчат, вечірки, навчання, і про все інше, що турбує сучасну молодь. Вона виникла у кількох містах по всьому світу у 1980-х і ранніх 1990-х роках, хоча найпопулярнішими були каліфорнійські групи, що сягнули широкого визнання у 1990-х(наприклад Blink 182). Музика стала мейнстримовою з виходом альбому Dookie гурту Green Day та альбому The Offspring Smash. Іншими популярними поппанк-гуртами є New Found Glory, Good Charlotte, Simple Plan, Yellowcard, Bowling for Soup, Blink 182, Jimmy Eat World, Fall Out Boy і Panic! at the Disco.
Серед українських представників поппанку можна виділити такі гурти як Фліт, Серцевий Напад, O.Torvald, Йожики та російськомовні Пошлая Молли і Нервы. Портал UA ROCK: Музика-Доступна підготував підбірку з семи кращих поппанк гуртів за версією видання. До підбірки потрапили гурти Серцевий Напад (Чернівці), MY.SEVENTEEN (Київ), TETRYS (Київ), Сметана band (Дніпро), Roll Models (Київ), Dефект Rечи (Дніпро) та Superkeks! (Чернівці).

## Альтернативне використання
Термін «поп панк» раніше також використовувався для опису класичних панк-гуртів 1970-х років, таких, як The Ramones, що зазнали впливу баблгам-попу і популярної рок-музики 1950-х і 1960-х. Ці гурти були основним джерелом натхнення для груп, що вигадали поп панк. The Ramones ніколи не називали поп панками, доки вони існували, та зараз дехто відносить їх до цього жанру. іншими прикладами є Buzzcocks, The Rezillos, The Jam, The Shapes і Blondie.